# Rina (EP)
Rina (estilizado en mayúsculas) es el EP debut de la cantante y compositora británico-japonesa Rina Sawayama. Descrito como un miniálbum, Rina fue lanzado independientemente el 27 de octubre de 2017. Sawayama financió el álbum ella misma, trabajando de "2 a 3 trabajos al mismo tiempo por años" para ahorrar lo suficiente para lanzar el EP. Sawayama promocionó el EP mediante el Ordinary Superstar Tour en 2017

## Recepción de la crítica
Rachel Aroesti, de The Guardian, llamó al EP "nostálgico" y capaz de "lanzar el pop al futuro". Elogió a "Alterlife" como un punto culminante y lo llamó una "balada potente de doble velocidad, repleta de sintetizadores centelleantes y un riff de guitarra industrial" y lo comparó con el álbum Art Angels de Grimes de 2015. También comparó "Ordinary Superstar" con Britney Spears y Hannah Montana, y la primera ejerció una gran influencia sobre el EP en su conjunto. Saam Idelji-Tehrani de The Line of Best Fit también elogió a Rina, diciendo: "Aunque el mini-álbum de Sawayama está lleno de nostalgia, usa inteligentemente el pop de los 90 y el R&B como lienzo para pintar misivas del siglo XXI sobre la adicción a Internet, la dependencia del alter ego. y la gratificación encontrada a través de la validación basada en la web ". Idelji-Tehrani comparó "Take Me As I Am" con "power pop inspirado en NSYNC" y "Cyber Stockholm Syndrome con la Mariah Carey de la era Butterfly".
En su lista de los 20 mejores álbumes de Pop y R&B de 2017, Pitchfork clasificó el álbum en el número 19 y alabó a Rina por su amplia gama de influencias, incluyendo J-Pop experimental, Neptunes, Britney Spears y synthwave, diciendo que tiene "una habilidad especial para todos ellos".

## Listado de pista
Todas las canciones son escritas por Rina Sawayama y Clarence Clarity, mientras que toda la producción fue realizada por Clarence Clarity.
| Rina track listing |                                    |          |  |
| N.º                | Título                             | Duración |  |
| 1.                 | «Ordinary Superstar»               | 3:47     |  |
| 2.                 | «Take Me as I Am»                  | 3:26     |  |
| 3.                 | «10-20-40»                         | 3:15     |  |
| 4.                 | «Tunnel Vision» (featuring Shamir) | 3:36     |  |
| 5.                 | «Time Out (Interlude)»             | 1:00     |  |
| 6.                 | «Alterlife»                        | 4:04     |  |
| 7.                 | «Through the Wire (Interlude)»     | 2:03     |  |
| 8.                 | «Cyber Stockholm Syndrome»         | 3:42     |  |

## Charts
| Chart (2017)                            | Posición Máxima |
| --------------------------------------- | --------------- |
| Japan Download Albums (Billboard Japan) | 40              |